# 琼果杰寺
琼果杰寺（藏語：ཆོས་འཁོར་གླིང་དགོན།，威利转写：Chos 'khor rgyal dgon pa，其中Chos 'khor rgyal亦作Chökorye, Chokhor-gyal），旧译“曲科杰寺”、“青稞吉寺”、“琼科尔结寺”、“青科鉴寺”等，为藏传佛教格鲁派寺庙，位于中国西藏自治区山南地区加查县崔久乡的杰梅多塘（又称“噶摩炯”），拉姆拉错之畔。

## 历史
“琼果杰”汉语意思是三条河四座山的交汇之地，这三条河发源于四周的四座神山，传说中这四座山都是吉祥天母的头发化身。这里的人们认为琼果杰地呈八瓣莲花形，天现如意法轮之象是福田妙地。
该寺由二世达赖喇嘛创建于1509年。五世达赖时，摄政第巴桑结嘉措曾加以扩建。该寺1713年遭准噶尔部破坏，不久由康济鼐修复。原有的琼果杰寺毁于文革浩劫，现在的琼杰果寺是由十一世班禅拨款重修的。
该寺经历代达赖喇嘛修缮和扩建，逐渐成为达赖喇嘛的夏季行宫之一，被誉为第二宫殿。

## 建筑
该寺大门外有三世达赖喇嘛时所立的“琼果杰寺志”碑。寺后山坡上的玛尼石佛龛中供有三世达赖的脚印石。该寺后门外草地上埋有一块石板，传说凝望该石可见满足自己愿望的图像。
该寺后殿供奉吉祥天母（Palden Lhamo，音译为“班达拉姆”）。历世达赖喇嘛亲政前，都要到该寺见吉祥天母像（吉祥天母是拉萨和达赖喇嘛的守护神）。寺内供奉的吉祥天母（噶厦甘丹颇章的保护神）极为威猛，每世达赖喇嘛亲政之前，都要到该寺朝拜这尊神像。吉祥天母呈忿怒相，身黑色，身体倚靠在骷髅之上，生有一面二手，右手挥舞金刚棍，左手端骷髅碗，嘴大张，极为恐怖。

## 活佛
2006年4月12日，该寺第六世活佛强巴云旦坐床。